# Edmar Mednis
Edmar John Mednis (ur. 22 marca 1937 w Rydze jako Edmars Mednis, zm. 13 lutego 2002 w Nowym Jorku) – amerykański szachista i autor książek o tematyce szachowej pochodzenia łotewskiego, dziennikarz Chess Life. W 1944 wyemigrował wraz z rodzicami do Stanów Zjednoczonych, osiedlając się w Nowym Jorku. Z zawodu był inżynierem chemikiem.

## Osiągnięcia szachowe
- 1955 – II m. (za Borysem Spasskim) w mistrzostwach świata juniorów do lat 20 w Antwerpii[1]
- 1962 – dzielone III m. w mistrzostwach Stanów Zjednoczonych
- 1962 – zwycięstwo (czarnym kolorem) nad Robertem Fischerem w kolejnych mistrzostwach Stanów Zjednoczonych
- 1962 – udział w olimpiadzie szachowej w Warnie
- 1970 – udział w olimpiadzie szachowej w Siegen[2]
- 1974 – tytuł mistrza międzynarodowego
- 1978 – dzielone III m. w mistrzostwach Stanów Zjednoczonych
- 1979 – udział w turnieju międzystrefowym w Rydze (XVI miejsce wśród 18 uczestników)[3]
- 1980 – tytuł arcymistrza

W turniejach międzynarodowych:
- Houston (1974, III m. za Robertem Hübnerem i Aleksandarem Matanoviciem),
- Kragujevac (1977, III-IV m. za Miloradem Knezeviciem i Vlastimilem Jansą, wspólnie z Milanem Matuloviciem),
- Nowy Jork (1977, II m. za Anatolijem Lejnem),
- Barcelona (1980 I-III m.),
- Nowy Jork (1984, II m. za Miguelem Quinterosem),
- Kopenhaga – dwukrotnie w turniejach Politiken Cup (1989, dz. III m. za Larsem Karlssonem i Aleksandrem Sznapikiem, wspólnie z m.in. Bogdanem Laliciem, Carstenem Hoi i Atillą Groszpeterem oraz 1990, dz. II m. za Konstantinem Lernerem, wspólnie z m.in. Larsem Bo Hansenem, Siergiejem Smaginem i Włodzimierzem Schmidtem).

Najwyższy ranking w karierze osiągnął 1 stycznia 1979, z wynikiem 2510 punktów dzielił wówczas 82-87. miejsce na światowej liście FIDE, jednocześnie zajmując 9. miejsce wśród amerykańskich szachistów amerykańskich.

## Publikacje
- How to beat Bobby Fischer (1974)
- How Karpov wins (1975)
- How to beat the Russians (1978)
- Practical endgame lessons (1978)
- How to play good opening moves (1982)
- King power in chess (1982)
- Practical rook endings (1982)
- From the opening into the endgame (1983)
- From the middlegame into the ending (1987)
- Questions & answers on practical endgame play (1987)
- How to beat a superior opponent (1989)
- How to be a complete tournament player (1991)
- Strategic chess (1993)
- Practical opening tips (1997)
- Practical endgame tips (1997)
- Practical middlegame tips (1998)